# Società Italiana degli Autori ed Editori
La Società Italiana degli Autori ed Editori (SIAE) è una società di gestione collettiva senza scopo di lucro nella forma di ente pubblico economico a base associativa, preposto alla protezione delle opere dell'ingegno e all'esercizio dell'intermediazione del diritto d'autore in Italia.
SIAE oggi è la sesta collecting al mondo per raccolta di diritto d'autore, e tutela il lavoro creativo di oltre 112.000 autori ed editori di Musica, Cinema, Teatro, Opere RadioTV e Online, Lirica e Balletto, Opere Letterarie e Arti Figurative iscritti alla Società, raccogliendo e ripartendo loro i proventi da diritto d'autore derivante dall'utilizzo delle opere.

## Storia
La Società Italiana degli Autori nacque a Milano alle ore 16 del 23 aprile 1882 nella sala dell'Orologio di Palazzo Marino. Qui si erano riuniti il giorno precedente alcuni esponenti della cultura, dello spettacolo, dell'editoria e delle arti italiane per discutere un disegno unitario di tutela del diritto d'autore. In 181, tra cultori di scienze, lettere ed arti, aderirono al sodalizio, e con l'approvazione del primo statuto nacque la SIA, la Società Italiana degli Autori per la tutela della proprietà letteraria e artistica.
Dalla sua costituzione, nel corso del tempo, la Società ha assunto infatti diverse denominazioni: SIA (Società Italiana degli Autori) dal 1882 al 1926, SIAE (Società Italiana degli Autori ed Editori) dal 1926 al 1942, EIDA (Ente Italiano per il Diritto d'Autore) e, infine, di nuovo SIAE (dal 1945).

### Contesti e premesse
Nell'Ottocento crebbe in Europa la necessità degli autori di garanzie a protezione delle loro opere. Il tema, inizialmente, suscitò attenzione soprattutto in Francia, dove già operava la Société des auteurs et compositeurs dramatiques (SACD), fondata nel 1777 da Beaumarchais. Victor Hugo condusse una battaglia per vedere riconosciuti i diritti degli autori, divenendo nel 1838, con Balzac, Dumas e George Sand, uno dei fondatori della Société des gens de lettres (SGDL). Se in Francia Balzac lamentava che "per il difficile prodotto dell'intelligenza, il diritto comune è sospeso in Europa", secondo Enrico Rosmini "la teoria di una vera proprietà assoluta e perpetua a favore degli autori non ebbe mai in Italia molti seguaci"; nasceva una sorta di manualistica di settore per il teatro, in cui si rappresentava maggiormente il melodramma, che analizzava tutti gli aspetti delle professioni teatrali, senza mai citare gli autori e i loro diritti; tuttavia la materia cominciava ad essere oggetto di alcune legislazioni interne e delle prime convenzioni internazionali, fra le quali quella del 22 maggio 1840 fra l'imperatore d'Austria e il re di Sardegna.
Nel 1865 fu emanata la prima legge italiana sul diritto d'autore, la n. 2337/1865, poi emendata dieci anni dopo dalla n. 2652/1875 e rimasta in vigore sino al 1925. 
Riassume il Rosmini che, con la nuova legge, "chi intende valersi dei diritti d'autore garantiti dalla legge deve presentare al Prefetto della provincia, insieme alla dichiarazione di riservarsi questi diritti, due esemplari dell'opera che pubblica".
Nel 1878, nell'imminenza dell'Esposizione Universale, Hugo volle con intensità che la SGDL, insieme al centenario di Voltaire, contribuisse con enfasi al Congresso letterario internazionale, previsto fra le celebrazioni e di cui sarebbe stato presidente; il riconoscimento del diritto di proprietà letteraria sarebbe stato non l'unico, ma comunque il primo argomento all'ordine del giorno. Fra gli italiani che parteciparono al Congresso, ci furono Edmondo De Amicis, Tullo Massarani, Edoardo Sonzogno e Giuseppe Garibaldi. Il Congresso produsse in forma di risoluzione diversi principi fra i quali il riconoscimento del diritto d'autore non [più] come concessione della legge, ma come una delle forme della proprietà. Contemporaneamente Hugo partecipava alla fondazione della Association Littéraire et Artistique Internationale (ALAI).
In quel periodo c'erano autori, anche di fama, che vivevano una vecchiaia di ristrettezze e proprio in occasione del II Congresso Drammatico del 24 febbraio 1878 Alamanno Morelli si fece interprete dei fautori di un intervento previdenziale rammentando che "in Francia e nell'Inghilterra si viene in soccorso agli artisti vecchi"; in questo clima, dunque, e in questa sede si sviluppò l'idea di un ente italiano che potesse difendere i diritti degli autori italiani, e dal II Congresso Drammatico scaturì una Commissione incaricata di studiare la costituzione di una Società di Autori. La Commissione, presieduta dal drammaturgo Paolo Ferrari, si avvaleva di presenze politiche (i senatori Tullo Massarani, Felice Mangili e Francesco Brioschi), di giuristi (Stefano Interdonato ed Enrico Rosmini), di artisti (il pittore Domenico Induno, lo scultore Gerolamo Oldofredi-Tadini, il musicista Antonio Bazzini), oltre ai letterati Luigi Capranica, Giulio Carcano, Damiano Muoni e Francesco Foucault di Daugnon e agli accademici Vigilio Inama, Cesare Cantù e Giovanni Schiaparelli.
Ancora più ristretto era il Comitato che nel 1881 aveva avuto l'incarico definitivo di provvedere alla costituzione della Società: sotto la presidenza di Cesare Cantù, avevano lavorato alla bozza dello Statuto una quarantina di personaggi, tra cui i drammaturghi Leopoldo Pullé e Paolo Ferrari, Giuseppe Pietro Edoardo Sacchi e l'editore Filippo Bernardoni. Nel frattempo, il ministro di Grazia e Giustizia Giuseppe Zanardelli (poi socio egli stesso) emanava una circolare ai Procuratori per richiamare l'attenzione dei magistrati sulla opportunità di procedere d'iniziativa, anche prima di ricevere querele di parte, per assicurare efficace tutela alla proprietà letteraria: "si muovono da ogni parte continui e vivi reclami per le molte e svariate contraffazioni che vanno ripetendosi con frequenza sempre maggiore, e che attestano come la proprietà letteraria non sia ancora presso di noi tenuta in quel rispetto al quale ha incontestabile diritto".

### Fondazione
La neocostituita SIA ebbe in Cesare Cantù il presidente onorario e nel letterato-pittore Tullo Massarani il primo presidente effettivo. La Società era infatti amministrata da un Consiglio, composto da un Presidente effettivo e venti Consiglieri eletti fra i Soci. Nel Consiglio i musicisti erano rappresentati da Giuseppe Verdi, gli scrittori da Edmondo De Amicis e Giosuè Carducci, i drammaturghi da Paolo Ferrari, i giornalisti e letterati da Leone Fortis, tutti affiancati dalla competenza dei giuristi Luigi Gallavresi e Napoleone Perelli. Aderirono in molti al sodalizio: tra i soci fondatori ci sono Arrigo e Camillo Boito, Ermanno Loescher, Cesare Lombroso, Terenzio Mamiani, Gerolamo Rovetta, Edoardo Sonzogno, Antonio Stoppani, Giovanni Verga e tre ministri dell'epoca (Domenico Berti, Pasquale Stanislao Mancini e Giuseppe Zanardelli). La sede era dislocata in due stanze a Palazzo Pullè, a Milano, in via Brera 19. Si legge nell'art. 2 dello Statuto che "La Società ha per iscopo 1) la difesa mutua dei diritti d'autore spettanti ai soci; b) l'appoggio morale e materiale ai soci".
Potevano essere ammessi alla Società "tutti gli scrittori ed autori di opere scientifiche, letterarie ed artistiche, italiani o residenti in Italia; e quindi uomini di lettere, pittori, scultori, musicisti, ingegneri, architetti, ecc.; gli editori, i capocomici, tutti coloro che giustifichino d'essere in possesso di diritti d'autore; ed in genere tutti i cultori delle scienze, delle lettere e delle arti che facciano adesione allo Statuto della Società". La quota di adesione era di lire 10, il contributo annuo di lire 20. Le domande di ammissione in qualità di socio, indirizzate al Consiglio, erano firmate dal candidato e controfirmate da due membri della Società, i quali ne assumevano la presentazione. Negli anni successivi si aggiunsero ai fondatori nomi come Antonio Fogazzaro, Giacomo Puccini, Sabatino Lopez, Tito Ricordi, Pietro Mascagni. Tra i soci più attivi della SIA, c'erano anche nomi noti dell'editoria libraria e musicale, da Giulio Ricordi (consigliere dal 1889) a Emilio Treves (primo vicepresidente della SIA), da Ermanno Loescher ad Ulrico Hoepli ed Edoardo Sonzogno.
Il primo quadriennio di vita della SIA vide i soci fondatori impegnati a radicare il sodalizio nei rapporti nazionali e internazionali. La pubblicazione di Atti e Notizie permise alla Società di farsi conoscere all'estero, con un crescente numero di accordi bilaterali stipulati con omologhe realtà straniere.
Il 18 maggio 1882 entrò in vigore la legge n. 756 che rese procedibili d'ufficio le azioni penali previste dalla legislazione vigente in materia di diritto d'autore e inasprì le pene pecuniarie in caso di rappresentazioni o esecuzioni abusive o nel caso che le opere venissero presentate al pubblico con "aggiunte, riduzioni o varianti".
Il riconoscimento del carattere mutualistico dell'Ente si ebbe (a seguito della riforma della regolamentazione sugli enti morali) nel 1891, con il Regio Decreto del primo febbraio 1891, proprio a ridosso della Convenzione di Berna, che si pose a tutela della opere letterarie ed artistiche ispirandosi al pensiero di Hugo, da poco scomparso, secondo cui i Paesi civili devono tutelare i loro autori al modo più uniforme possibile. Nel 1887 fu creato il primo nucleo di agenti controllori con l’ausilio dell’editore di musica Giulio Ricordi, che mise a disposizione un certo numero di suoi rappresentanti.

### Gli anni di Praga
il 28 giugno 1896 fu nominato Direttore Generale della SIA Marco Praga, commediografo e critico teatrale, che rimase in carica fino al 1911 per poi tornare come Presidente nel primo Dopoguerra. Fu lui ad organizzare una rete territoriale, per garantire una sempre più capillare tutela degli autori.
Parallelamente, nel 1903 istituì il Mutuo Soccorso per sostenere i soci in difficoltà e, nello stesso anno, avviò una politica di intervento per rafforzare la presenza di SIA nel mondo della produzione artistica italiana; in quei contesti infatti erano ancora di grave portata il malcontento e il disagio degli autori, i cui diritti non venivano riconosciuti dagli impresari. Ad esempio nel teatro, questa criticità era tale che ancora molti anni dopo, secondo una definizione che ne diede Eduardo De Filippo "la voce «diritto d’autore» o non si calcolava o si escludeva dalla trattativa".

### Lo sviluppo
Le successive vicende della SIAE possono essere così riassunte:
- La società ottiene nel 1921 dallo stato il servizio di accertamento e riscossione delle imposte sugli spettacoli teatrali, poi esteso a spettacoli di tipo diverso, successivamente rinnovata fino al 1999, anno in cui tale imposta viene abolita.
- Tra il 1896 e il 1929, la società si trasforma pian piano in organizzazione che opera espressamente in campo economico, prefigurando il suo ruolo di intermediazione tra autori ed esecutori. Infatti nel 1926/1927 trasferisce la sua sede a Roma, diventa Società Italiana degli Autori ed Editori, entra nella Confederazione internazionale delle Società di Autori e Compositori (CISAC).
- 1942: diventa ente pubblico e prende il nome di Ente Italiano per il Diritto d'Autore (EIDA) (ma solo fino al 1945, poi torna alla denominazione SIAE).
- Nel 1970, a partire da gennaio, rileva i diritti di riproduzione meccanica dalla Sedrim[32]
- Nel 1999, il decreto legislativo n. 419 la definisce ente pubblico a base associativa.
- Nel 2008, la legge n. 2[33] del 9 gennaio la definisce ente pubblico economico a base associativa.

Il 13 febbraio 2006 entrò in vigore il decreto legislativo n.118 relativa al "diritto d'autore di un'opera d'arte sulle successive rivendite dell'originale" e venne chiesto di valutare l'opportunità, di stabilire che il decreto ministeriale dovesse essere adottato, oltre alla S.I.A.E, anche le organizzazioni sindacali di categoria degli autori, in modo da tutelare l'interesse di quest'ultimi in modo più diretto. Tale osservazione non fu accolta poiché si ritenne che si dovesse sentire il parere della SIAE, che secondo legislazione, rappresenta già in maniera compiuta ed istituzionale gli interessi degli autori.
La SIAE è sottoposta alla vigilanza congiunta del Consiglio dei ministri e del Ministero per i Beni e le Attività Culturali e Turismo, sentito il Ministero delle Finanze per le materie di propria competenza, come previsto dalla legge n. 2/2008.

## Attività
La L. 2/2008 (“Disposizioni concernenti la Società Italiana degli Autori ed Editori”), all’art.1 fissa le regole della governance e dell'attività imprenditoriale di SIAE, definendone la natura di “ente pubblico economico a base associativa”:
- Pubblico: pur essendo la sua attività disciplinata dalle norme di diritto privato[34], SIAE assicura interessi generali tutelati dalla Costituzione italiana: la promozione della cultura, la libertà dell’arte, la protezione del lavoro intellettuale. Per questo la Società è sottoposta alla vigilanza della Presidenza del Consiglio dei ministri, del Ministero della Cultura, del Ministero dell'Economia e delle Finanze e dell'Autorità per le Garanzie nelle Comunicazioni, a garanzia di trasparenza e di buona gestione nei confronti degli iscritti e degli utenti utilizzatori del repertorio tutelato.
- Economico: SIAE non riceve finanziamenti da parte dello Stato, non ha scopo di lucro ed è totalmente indipendente nella propria attività di impresa. L'unico obiettivo della Società è quello di tutelare i diritti dei propri associati.
- A base associativa: SIAE e la sua direzione appartengono ai suoi associati, che sono gli autori e gli editori.

Le attività di SIAE consistono essenzialmente:
- nella concessione di autorizzazioni e licenze per l’utilizzo, a carattere economico e non, delle opere tutelate;
- nella raccolta dei proventi derivanti da dette autorizzazioni e licenze;
- nella ripartizione dei proventi tra gli aventi diritto;
- nella corresponsione dei proventi così come ripartiti;
- nelle varie attività di verifica, controllo, quantificazione delle utilizzazioni delle opere tutelate;
- nelle varie attività di identificazione e repressione delle illecite utilizzazioni delle opere tutelate;
- nelle varie attività di promozione, incoraggiamento, finanziamento, mantenimento della cultura;
- nella promozione di forme di assistenza a favore degli autori;

La Società fornisce inoltre servizi per enti terzi, ad esempio di natura fiscale, e agisce anche d’iniziativa su materie connesse ai suoi compiti d’istituto, come per esempio nel caso del c.d. “secondary ticketing” (bagarinaggio).

## Organizzazione
La SIAE, per il tramite della Direzione Generale, opera in sei settori specialistici: Musica, Cinema, Radio e TV, Teatro, Lirica e Balletto, Opere Letterarie e Arti Figurative. Per l'attività di intermediazione del diritto d'autore, SIAE opera anche attraverso la propria Rete territoriale, che si articola in 4 aree (Area Nord Ovest: Piemonte, Liguria, Valle d’Aosta e Lombardia; Area Nord Est: Veneto, Friuli Venezia Giulia, Trentino-Alto Adige, Emilia-Romagna e Marche; Area Centro: Toscana, Lazio, Abruzzo, Umbria e Sardegna; Area Sud: Puglia, Basilicata, Campania, Molise, Calabria e Sicilia).
A queste fanno capo le Filiali e le agenzie mandatarie, diffuse su tutto il territorio nazionale. Queste ultime gestiscono le attività di sportello e assicurano la vigilanza e il controllo nei settori dello spettacolo e dell'intrattenimento. Le agenzie sottoscrivono uno specifico contratto di mandato, agiscono autonomamente e ricevono compenso da provvigioni sugli incassi e spettanze per gli altri servizi conferiti.
Gli organi decisori sono l’Assemblea, il Consiglio di Sorveglianza, il Consiglio di Gestione e il Collegio dei Revisori.
Il Presidente è Salvatore Nastasi (2022 - in carica). I componenti del Consiglio di Gestione sono Roberto Razzini, Paolo Franchini, Claudio Carboni e Roberto Giacomo Pischiutta (in arte Pivio).
Il Presidente della SIAE partecipa di diritto al Comitato consultivo permanente per il diritto d'autore.

### Esponenti e componenti del consiglio di amministrazione nel tempo

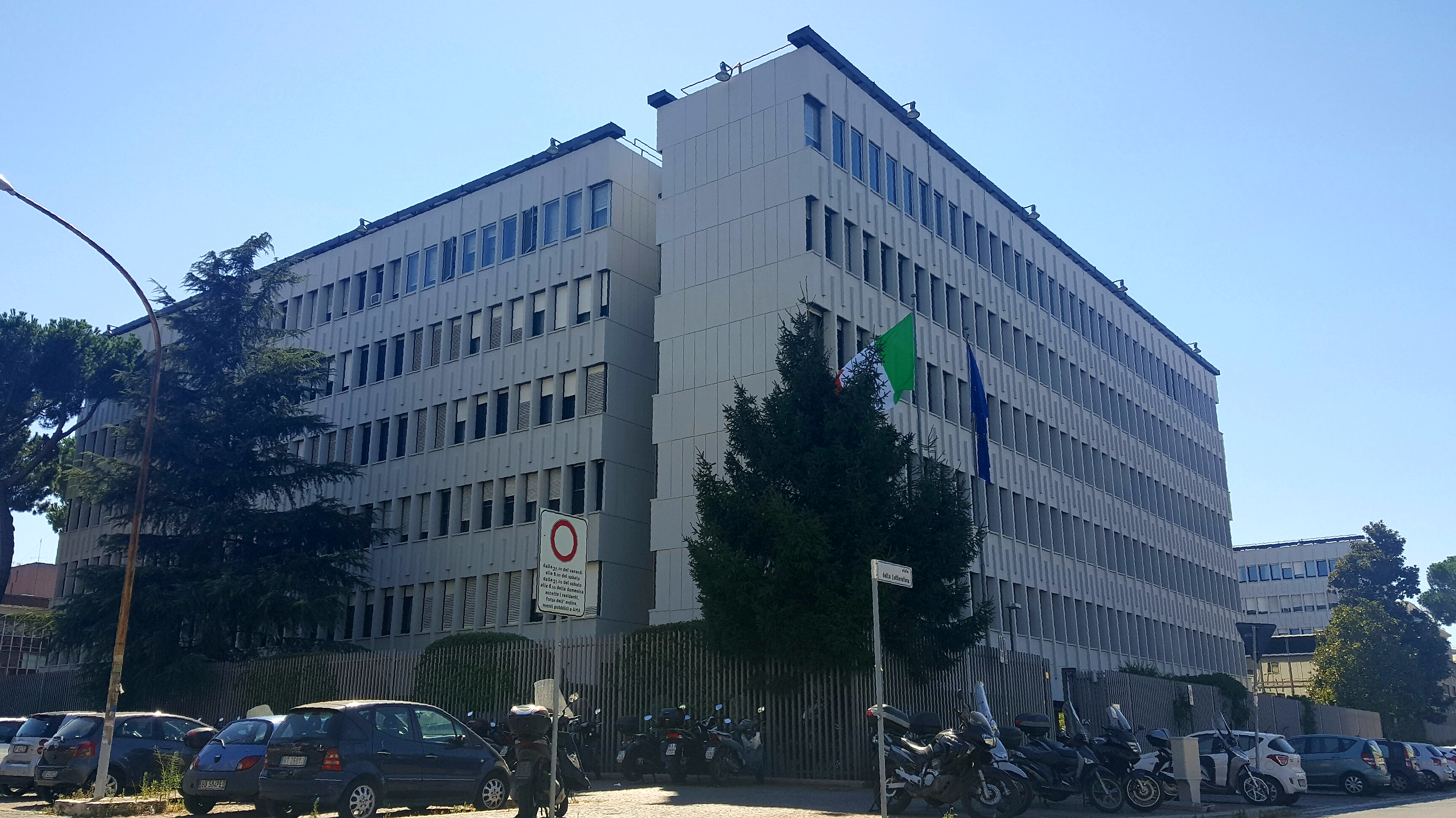
Direzione Generale - Roma

Nel corso del tempo si sono avvicendati ai vertici di SIAE diversi personaggi di rilievo. Oltre ai presidenti onorari Cesare Cantù (1882-1895) e Gabriele D’Annunzio (1920-1938), sono stati Presidenti e Consiglieri del Consiglio di Amministrazione, fra gli altri:
- Presidente: Tullo Massarani (1882-1886)
- Presidente: Giovanni Visconti Venosta (1886-1906)
- Presidente: Leopoldo Pullé (1906-1913)
- Presidente: Arrigo Boito (1913-1916)
- Presidente: Marco Praga (1916-1919)
- Presidente: Augusto Ferrari (1919)
- Presidente: Dario Niccodemi (1919-1925)
- Presidente: Vincenzo Morello (1928-1929)
- Presidente: Roberto Forges Davanzati (1929-1932)
- Presidente: Dino Alfieri (1933-1936)
- Presidente: Emilio Bodrero (1936-1937)
- Presidente: Giorgio M. Sangiorgi (1937-1943)
- Presidente: Mario Vinciguerra (1946-1969)[37][38]
- Presidente: Antonio Ciampi (1970-1976)[39]
- Presidente: Roman Vlad (1987-1993)
- Presidente: Luciano Villevielle Bideri (1996 - 2002)
- Presidente: Franco Migliacci (2003-2005) - Consiglieri: Diego Cugia, Tino Cennamo, Antonio Marrapodi, Giovanni Natale, Ivan Cecchini, Silvano Guariso
- Presidente: Giorgio Assumma I (2005-2008) - Consiglieri: Diego Cugia, Tino Cennamo, Giovanni Natale, Ivan Cecchini, Silvano Guariso
- Presidente: Giorgio Assumma II (2009-2010)[40] - Consiglieri: Roby Facchinetti, Emidio Greco, Lorenzo Ferrero, Paolo Corsi, Giovanni Natali
- Presidente: Gino Paoli (2013-2015)
- Presidente: Filippo Sugar (2015-2018)
- Presidente: Mogol (2018-2022) - Consiglieri: Roberto Razzini, Claudio Buja, Paola Dubini, Andrea Purgatori.
- Presidente: Salvatore Nastasi (2022 - in carica) - Consiglieri: Roberto Razzini, Paolo Franchini, Claudio Carboni e Roberto Giacomo Pischiutta.

Anche quando oggetto di commissariamento, i nomi al vertice riguardavano figure della cultura italiana, come Gian Luigi Rondi (2011-2013).

## Natura e ruolo giuridico
SIAE è preposta a vigilare e ad agire per il rispetto dei diritti d'autore di natura morale e patrimoniale dei suoi associati e mandanti; a questo fine, opera in particolare rilasciando le licenze e le autorizzazioni di utilizzo delle opere e riscuotendone i connessi proventi, che ripartisce fra gli aventi diritto. Dato il titolo di legittimazione espressamente conferito dall'autore, alcuni studiosi individuano in ciò l’attribuzione della qualità di fiduciaria dei titolari di diritti su "beni infungibili" come le opere dell'ingegno.
In quanto intermediaria, SIAE è stata l'unico soggetto autorizzato a svolgere quest'attività in Italia fino al 2017, per effetto della legge sul diritto d'autore (L.633/1941), ed in particolare dell’art. 180. Nel 2017, mediante un decreto-legge, tale articolo è stato modificato per permettere ad altri organismi di gestione collettiva – in conformità al decreto legislativo di recepimento della Direttiva UE Barnier - di occuparsi dei diritti dell'autore che scegliesse di affidarvisi.
La legge preserva, tuttavia, all’autore la facoltà di agire direttamente, senza cioè intermediari, per il rispetto dei suoi diritti. Ove l'autore che abbia maturato diritti in paesi stranieri non abbia provveduto a riscuoterli entro un anno dal momento della loro esigibilità, la norma conferisce alla SIAE titolo per esercitare quei diritti per conto dell'autore o dei suoi eventuali eredi, al fine di lasciarli a disposizione degli aventi diritto per un periodo di successivi tre anni e in caso di mancanza di interesse dei medesimi, versarli alla Confederazione nazionale professionisti ed artisti che li utilizzerà a fini di assistenza alle categorie degli autori, scrittori e musicisti.
La stessa legge, all'art. 181, autorizza la SIAE a svolgere altre attività collegate alla protezione delle opere dell'ingegno ed a svolgere servizi di accertamento e di riscossione per conto dello Stato o di enti pubblici o privati.

### Ente pubblico economico
Queste norme si trovano nel titolo V della legge, riguardante "Enti di diritto pubblico per la protezione e l'esercizio dei diritti di autore"; con la legge 9 gennaio 2008, n. 2, la SIAE, in origine un'associazione di diritto privato, è stata qualificata come "ente pubblico economico a base associativa". Il riconoscimento della natura di persona giuridica di diritto pubblico era stato però esplicitato già molto tempo prima, in particolare con sentenze della Cassazione penale del 1932 e 1933, nonché con la sentenza n. 192/1937; veniva allora ravvisato il perseguimento di finalità superindividuali e il soggiacimento a controlli pubblici.
In seguito, altre sentenze confermarono questa qualità nel 1954 e nel 1966, nel 1995 si riconobbe la legittimazione della SIAE a costituirsi parte civile in processi penali per violazione del diritto d'autore (e a sollecitare l'azione penale); nel 1997 sempre la Suprema Corte sancì che la Società è ente pubblico economico in quanto "esercita con funzione lucrativa un'attività gestoria retribuita nel campo della intermediazione dei servizi, curando l'interesse generale alla tutela della proprietà intellettuale, considerata patrimonio culturale del Paese".

### L'esclusiva di SIAE
Nella sua formulazione originale, l’art. 180 della L.633 del 22 aprile del 1941 sul diritto d’autore affidava in via esclusiva a SIAE l’attività di intermediazione per l’esercizio dei diritti economici sulle opere. 
Nel tempo, la legge italiana sul diritto d’autore è stata integrata e modificata da una serie di normative comunitarie e nazionali.
In particolare, l’approvazione nel 2014 da parte del Parlamento Europeo della Direttiva Barnier, e il recepimento della stessa nell’ordinamento italiano con il Decreto Fiscale 2018, ha modificato il quadro che vedeva l’affidamento esclusivo a SIAE dell’attività di intermediazione per l’esercizio dei diritti economici sulle opere.
Con l'articolo 19 del Decreto Fiscale 2018 il Governo italiano ha, dopo più di 70 anni, modificato l'articolo 180, c. 1, della Legge sul Diritto d'Autore sopra citato. Tale Decreto ha apportato alcuni cambiamenti all'articolo in questione, i quali conferiscono la possibilità di operare in concorrenza con la SIAE ad altri organismi di gestione collettiva, cioè ad enti no-profit. Questa correzione normativa ha reso la disciplina italiana conforme alla Direttiva Barnier.

### Il dibattito sul monopolio
Nel dibattito si erano messe in risalto alcune posizioni favorevoli o contrarie al cosiddetto monopolio SIAE.
La condizione monopolistica, secondo Guido Scorza nell'Unione europea trovava un analogo solo in Repubblica Ceca. Nel 2006 uno studio commissionato dall'Unione europea riconosceva una situazione di monopolio de iure anche in Austria, Belgio, Danimarca, Ungheria, Paesi Bassi e Lettonia. Nel 2007 Paul Torremans registrava che di solito le società di collecting europee esistono in regime di monopolio, che può essere stabilito per legge oppure realizzato di fatto e in seguito recepito tramite specifiche regolamentazioni. Nel 2014 Giovanni Maria Riccio e Giorgio Giannone Codiglione attestavano la sussistenza di un monopolio legale in Austria, così come quella di diversi monopoli naturali in tutta Europa.
Secondo uno studio dell'Istituto Bruno Leoni, il monopolio sarebbe costato alla cultura italiana, affermava, 13,5 milioni di euro l'anno a causa dell'inefficienza della SIAE rispetto agli equivalenti enti di paesi esteri che non prevedono un simile monopolio, come il Regno Unito e nel 2015, i costi imposti agli iscritti erano ancora superiori alla media europea..
Fra gli altri studi in argomento anche Aurelio Mirone diede atto che normalmente le società di gestione collettiva, anche in Europa, si trovano in situazione di monopolio; per questo autore la presenza di più società di collecting in concorrenza comporterebbe un aumento dei costi di transazione dell'intero sistema.
Alcune associazioni del settore, come la FIMI, chiedevano che venisse modificato l'articolo 180 in favore di un mercato più concorrenziale. A modifica sopravvenuta, il Presidente del Comitato consultivo permanente per il diritto d'autore presso il MIBACT (oggi MiC) Paolo Marzano, ricordando che la precedente liberalizzazione del mercato dei diritti connessi (2012) "ha prodotto più problemi di quanti non ne abbia risolti", ha sottolineato l'importanza di mantenere gli iscritti "al centro dell'intermediazione", perché resti una loro attività.

#### La Direttiva Barnier
Il Parlamento europeo nel febbraio 2014 ha approvato la Direttiva cosiddetta Barnier - dal nome del suo promotore Michel Barnier, commissario Ue al mercato interno - che regolamenta il diritto d'autore sottolineando che i creativi possono affidare la tutela dei propri diritti alla Società di gestione collettiva di diritti d'autore che preferiscono all'interno dell'Unione europea mirando all'introduzione di sistemi di licenza su base multi-territoriale.
L’obiettivo della Direttiva era, da un lato, quello di armonizzare la gestione collettiva dei diritti d’autore e dei diritti connessi nel mercato unico europeo, istituendo un quadro omogeneo di regole per garantire la trasparenza e l’efficienza nella governance e nell’amministrazione delle società di autori in Europa; dall’altro, di realizzare un sistema efficace di licenze multi-territoriali per l’utilizzo online delle opere musicali.
La Direttiva Barnier recita: "i servizi di gestione collettiva di diritti d'autore e di diritti connessi dovrebbero consentire a un titolare dei diritti di scegliere liberamente l'organismo di gestione collettiva cui affidare la gestione dei suoi diritti, sia che si tratti di diritti di comunicazione al pubblico o di riproduzione, o di categorie di diritti legati a forme di sfruttamento quali la trasmissione radiotelevisiva, la riproduzione in sala o la riproduzione destinata alla distribuzione online, a condizione che l'organismo di gestione collettiva che il titolare dei diritti desidera scegliere già gestisca tali diritti o categorie di diritti".
Il promotore della direttiva, Michel Barnier, ha spiegato che questa norma rafforza e migliora in generale la governance e la trasparenza delle società di gestione collettiva dando ai titolari dei diritti la possibilità d'essere anche più coinvolti nel processo decisionale.
Il Presidente dell'Authority della Concorrenza - Giovanni Pitruzzella - ha sottolineato che "la direttiva non impone il pluralismo, ma lo presuppone: è la filosofia di fondo secondo cui il titolare dei diritti deve avere libertà di scelta sia sulle opere da fare gestire sia sull'estensione geografica di tale gestione. Proprio questa libertà di scelta porta all'apertura dei mercati e dà agli autori la facoltà di varcare i confini nazionali e affidare a società estere la gestione dei diritti d'autore".

#### Il recepimento della Direttiva Barnier in Italia
La Direttiva Barnier è stata recepita nell’ordinamento nazionale con il Decreto Legislativo n. 35 del 15 marzo 2017, in seguito al quale è terminato il monopolio legale di SIAE sul diritto d’autore.
Ciò si è concretizzato, in modo più specifico, con il decreto-legge n. 148 del 16 ottobre 2017, che ha modificato l'articolo 180 della legge italiana sul diritto d'autore, prevedendo che l'attività di intermediazione sia riservata in via esclusiva alla SIAE ed agli altri organismi di gestione collettiva di cui al predetto decreto legislativo n. 35/2017. 
Nel 2018 Soundreef annuncia di aver raggiunto un accordo con il neonato ente no-profit LEA (Liberi Editori ed Autori) per la gestione di un servizio di intermediazione in concorrenza con la SIAE sul mercato italiano. In seguito a questo accordo molti artisti appartenenti al mondo musicale italiano hanno abbandonato la SIAE per passare alla società britannica: molti di questi autori, tuttavia, sono rientrati in SIAE dopo alcuni anni.
Una recente sentenza del 21 marzo 2024 della Corte di Giustizia UE (caso LEA/Jamendo) ha stabilito che in linea di principio l'attività di intermediazione per i diritti d'autore può essere estesa anche alle entità di gestione indipendenti (organizzazioni "profit" non controllate dagli associati), affidando al Legislatore nazionale il compito di definire le relative regole. L’Italia si è adeguata, a livello normativo, alla predetta sentenza con l’articolo 15 del decreto-legge n. 131 del 2024, poi definitivamente legge n. 166 del 2024,  intitolato “Disposizioni urgenti in materia di diritto d'autore - procedura n. 4092/17”, In sostanza, la disposizione fa entrare ufficialmente le entità di gestione indipendenti tra i soggetti abilitati all’intermediazione del diritto d’autore, chiudendo la querelle aperta dalla Commissione di Bruxelles.
L’ulteriore allargamento alle entità di gestione indipendenti (compensato, però, da una serie di requisiti e oneri che queste ultime devono rispettare) è avvenuto tramite una serie di interventi sia nella legge n. 633-41 che nel decreto-legge n. 35-17 di attuazione della direttiva Barnier.

#### Valutazione della rappresentatività da parte diAGCOM(2025)
Con la Delibera n. 142/25/CONS, pubblicata il 27 maggio 2025, l’Autorità per le Garanzie nelle Comunicazioni ha approvato, per l’anno 2024, la prima valutazione ufficiale della rappresentatività degli organismi di gestione collettiva dei diritti d’autore e dei diritti connessi, ai sensi degli articoli 180 e 180-ter della legge n. 633/1941. La valutazione, fondata sulla media dei compensi effettivamente incassati nel triennio precedente, ha riconosciuto SIAE come organismo di gran lunga maggiormente rappresentativo per quanto riguarda gli autori di opere musicali (99,20%) e cinematografiche (99,99%), confermandone la posizione dominante nel settore.
La rilevazione ha avuto carattere transitorio ed è destinata, a partire dal 2025, a essere sostituita da un sistema basato sull’effettivo utilizzo delle opere. AGCOM ha inoltre chiarito che i valori pubblicati, sebbene ufficiali, hanno solo funzione indicativa e non vincolante nelle trattative tra collecting e utilizzatori, per evitare distorsioni concorrenziali e discriminazioni verso soggetti nuovi o di minori dimensioni.

## Vigilanza
SIAE è vigilata congiuntamente dal Presidente del Consiglio dei Ministri e dal Ministero della cultura.
La vigilanza è il punto chiave dell’intero meccanismo di gestione del diritto d’autore e questo non solo allo scopo di introitare la maggior quota di compensi dovuti agli aventi diritti, ma anche perché SIAE – al di là dell’aspetto economico – è destinataria per legge del compito della repressione dell’illegalità, anche in presenza di utilizzazioni e manifestazioni modeste o gratuite ovvero di compensi minimi o inesistenti.
L’amministrazione dello Stato confida a tal punto nella professionalità dei controlli della SIAE da affidarle, per convenzione, compiti connessi alle verifiche erariali dell’Agenzia delle Entrate e dell’Agenzia dei Monopòli. Forte dei suoi punti di presenza sul territorio e delle migliaia di ispettori, mandatari ed accertatori che capillarmente presidiano il Paese, SIAE può comunque svolgere efficacemente il proprio compito in virtù della qualifica di pubblici ufficiali dei propri addetti, stabilita dalla giurisprudenza costante della Cassazione, in mancanza della quale sarebbe assai arduo se non impossibile accedere nei pubblici esercizi e verificare i documenti contabili e le licenze.
La SIAE svolge questo compito insieme all'Autorità per le garanzie nelle comunicazioni e si occupa di vigilare su:
- Attività di pubblico spettacolo (L.248/2000)[73]
- Attività di riproduzione e duplicazione con qualsiasi procedimento e su qualsiasi supporto delle opere tutelate, compresa qualsiasi diffusione radiotelevisiva
- Proiezione nelle sale cinematografiche delle opere tutelate e sui diritti connessi
- Distribuzione, vendita, noleggio, emissione e utilizzazione in qualsiasi forma dei supporti contenenti riproduzioni di opere tutelate
- Centri di riproduzione pubblici o privati che usano per proprio conto, o rendono disponibili a terzi, apparecchi per fotocopia, xerocopia o analoghi sistemi.

## SIAE per gli autori e gli editori

### Membership
Un autore o un editore può affidare la tutela delle sue opere alla SIAE tramite un rapporto che può essere di associazione o di mandato, per uno o più repertori tutelati da SIAE: Musica, Cinema, Opere Teatrali, RadioTV e online, Opere Liriche e Coreografiche, Opere Letterarie e Opere delle Arti Figurative. Gli autori possono iscriversi anche tramite l'app SIAE+, che la Società rende disponibile gratuitamente su iOS e Android.
Oggi SIAE conta oltre 112.000 autori ed editori.
L'iscrizione è rinnovata con il pagamento di un corrispettivo annuo, sia per l'associazione che per il mandato. Per gli autori fino a 30 anni di età e per le start up con meno di due anni l’iscrizione come associato è totalmente gratuita, mentre l'iscrizione come mandante per queste categorie prevede solo il pagamento della marca da bollo. L’associazione è gratuita anche per gli over 80 e per gli autori con invalidità superiore a ⅓.
La differenza tra associazione e mandato risiede nel diritto, per gli associati, di candidarsi e votare per l'elezione degli Organi Sociali della Società, e quindi del Consiglio di Gestione e del Consiglio di Vigilanza.
Secondo il comma 2 dell'articolo 14 dello Statuto SIAE, ogni associato ha il diritto ad esprimere, durante le deliberazioni assembleari, almeno un voto, più un voto per ogni euro di diritti d'autore percepiti in qualità di associato. Sempre da Statuto gli associati partecipano con un numero minimo di autori ed editori espressamente previsto al Consiglio di Sorveglianza, e sono rappresentati nelle previste forme in seno a cinque commissioni consultive che si esprimono sui criteri di ripartizione, sulle misure dei compensi per l'utilizzo delle opere e altre funzioni istruttorie e consultive.
Gli autori, editori, concessionari che non hanno la cittadinanza di un Paese dell'Unione europea possono far tutelare le loro opere alla SIAE solo nella forma del mandato.

### Deposito delle opere e tutela economica
SIAE gestisce per conto dei rispettivi detentori i diritti di utilizzazione economica (o patrimoniali).
Per tutelare con SIAE un'opera creativa e iniziare a ricevere i proventi per diritto d'autore derivanti dal suo utilizzo, è necessario iscriversi alla Società e depositare, gratuitamente, l'esemplare dell'opera.

#### Tutela delle opere musicali
Per tutelare un brano occorre depositarlo tramite app SIAE+ o tramite il Portale Autori ed Editori, disponibile tra i Servizi Online di SIAE.IT.
La modalità digitale di deposito permette di allegare, insieme alle informazioni chiave, direttamente il file audio del brano, e di inviare il deposito con la firma elettronica di tutti gli aventi diritto iscritti SIAE coinvolti nell’opera.
La rete internazionale di Società di Autori in rapporti con la SIAE permette la tutela delle opere depositate anche al di fuori dell'Italia. Le Società incassano le royalties secondo le loro tariffe, ne deducono la loro provvigione e trasmettono il resto a SIAE, che provvede a ripartire i proventi presso gli aventi diritto (autori ed editori) quanto resta.

### App SIAE+
SIAE mette a disposizione gratuitamente su App Store e Google Play l'app SIAE+ dedicata agli autori e agli editori.
Le funzioni principali dell'app sono:
- Iscrizione in pochi minuti, con la registrazione di un video di riconoscimento identità;
- Login in sicurezza tramite Face ID e Touch ID per iOS;
- Gestione dell'account: profilo SIAE, dati personali e bancari;
- Deposito dei brani con la firma elettronica in-app;
- Accesso al proprio repertorio e all’intero Archivio Opere tutelate da SIAE;
- Controllo dei pagamenti e delle royalties;
- Aggiornamento con notifiche;
- Assistenza in-app dedicata.

L'app SIAE+ è uno dei tanti servizi digitali della Società. Oltre all'app SIAE+, gli autori e gli editori dispongono per le stesse funzioni di deposito, consultazione delle royalties, del proprio repertorio e di gestione dell'account, del servizio desktop noto come "Portale Autori ed Editori" una volta effettuato l'accesso ai Servizi Online sul sito ufficiale della Società.

### Uso di pseudonimo e nome d'arte
Gli iscritti a SIAE possono depositare le proprie opere adottando uno pseudonimo o un nome d'arte. Malgrado tali termini vengano utilizzati come sinonimi, esiste però una differenza tra i due concetti. Lo pseudonimo è semplicemente un nome alternativo al proprio nome di battesimo, mentre il nome d'arte è un nome con il quale l'artista è conosciuto dai media e dai propri fan. Tutelare le opere con un nome d'arte è più economico rispetto ad uno pseudonimo, però bisogna presentare documentazione (articoli di giornale, siti web, dischi, locandine) che attesti che si è realmente conosciuti con quel nome d'arte.

### Produzione di fonogrammi
Dal punto di vista del diritto d'autore, le case discografiche sono utilizzatori di opere musicali a scopo commerciale, mediante la loro incisione, riproduzione e messa in commercio. Dato il ruolo della SIAE in quanto intermediario, il produttore discografico (a cui spettano i diritti di natura economica secondo l'articolo 72 della Legge 22 aprile 1941, n. 633, in materia di "Protezione del diritto d'autore e di altri diritti connessi al suo esercizio.") è tenuto a versare ad essa le royalties che spettano ad autori ed editori delle opere riprodotto, e ad applicare il contrassegno SIAE.
Nel caso in cui la stessa azienda si occupi sia di produzione discografica sia di edizioni musicali, essa da una parte dovrà versare le royalties come si è descritto sopra, dall'altra sarà beneficiaria di parte di quelle royalties in quanto associata alla SIAE (l'editore è proprietario dell'opera secondo quanto stipulato nei contratti con gli autori, ed è quindi uno dei titolari dei diritti).

### Ritrasmissione via cavo
La ritrasmissione via cavo è disciplinata dall’Art. 180-bis (direttiva 93/83/CE). Il concetto di ritrasmissione via cavo espresso all’Art. 16 Comma 1c riguarda le ritrasmissioni provenienti da un altro stato membro dell’UE.
L’Art. 180 afferma che la ritrasmissione si può attuare chiedendo una licenza alla SIAE, la quale la concede per tutti i titolari dei diritti, anche quelli non iscritti alla SIAE. Questa tecnica si chiama licenza collettiva estesa obbligatoria, (“estesa” perché vale nei confronti di tutti, “obbligatoria” quindi nemmeno i non iscritti alla SIAE possono opporsi).
I titolari dei diritti hanno a disposizione un lasso di tempo entro cui presentarsi alla SIAE per raccogliere la loro parte di proventi della ritrasmissione. Questa tecnica è molto interessante perché è legittima e fa funzionare come diritto a compenso un diritto che altrimenti sarebbe esclusivo.

## Servizi per gli utenti utilizzatori dei repertori creativi

### mioBorderò
Per "borderò" o "bordereau" si intende la lista dei brani eseguiti o riprodotti nel corso di un evento. In Italia i borderò ("programma musicale") sono gestiti dalla SIAE.
Il servizio mioBorderò è disponibile come app in multilingua (italiano, inglese e tedesco) ed è scaricabile gratuitamente per iOS e Android su App Store e Google Play. Il servizio è anche presente online con il Portale mioBorderò da luglio 2016. Con mioBorderò, il programma musicale è interamente digitale, e i Direttori di Esecuzione degli eventi musicali possono compilare direttamente via app il borderò inviato dagli Organizzatori Professionali senza necessità di documenti cartacei.

### SIAE e Creative Commons
Secondo l'art. 27 del Regolamento Generale della società, è vietato all'associato di rilasciare direttamente permessi di utilizzazione, anche se a titolo gratuito, ossia rilasciare opere e/o altro materiale sotto differente licenza (ad esempio Creative Commons), salvo autorizzazione da parte di SIAE stessa.
Il 23 dicembre 2008 fu annunciato quindi un Gruppo di Lavoro Giuridico misto, composto sia da esponenti della SIAE, sia da rappresentanti del gruppo Creative Commons Italia. Lo scopo di tale gruppo era quello di dare la possibilità agli autori di scegliere di rilasciare le proprie opere con licenze libere, mantenendo gli usi commerciali, affidando alla SIAE la distribuzione e la raccolta dei relativi ricavi, ma SIAE chiuse l'iniziativa con un nulla di fatto.
Per gli artisti sarà possibile rilasciare un'opera sotto licenza Creative Commons "non commercial" al fine di tutelarla e di distribuirla e sarà loro concesso, al tempo stesso, di ammettere per essa alcuni usi commerciali i cui ricavati saranno raccolti e redistribuiti da Buma/Stemra, la corrispondente nederlandese della SIAE.

## Altri servizi

### Equo compenso e copia privata
La SIAE acquisisce un equo compenso relativo alla copia privata sui dispositivi di memorizzazione venduti in Italia, ad esempio musicassette, VHS, CD, DVD, HD DVD, Blu ray, masterizzatori, hard disk, pendrive, schede di memoria, personal computer, decoder, lettori MP3, telefoni cellulari, ecc. poiché viene assunto a priori che vi si registrerà una copia privata di materiale protetto dai diritti d'autore, indipendentemente dal fatto che poi ciò realmente accada.
SIAE ripartisce il provento fra le collecting societies (ad esempio SCF, PMI, Itsright, Audiocoop, e altri), che fungono anch'esse da intermediarie e che a loro volta ripartiscono i proventi agli aventi diritto.
L'ammontare complessivo degli introiti da contributo per la copia privata viene stimato, da Confindustria e Assinform, in 300000000 € all'anno.
Per favorire la creatività dei giovani autori, il 10% di tutti i compensi incassati* a partire dell'anno di competenza 2016 viene destinato da SIAE alle attività di promozione culturale nazionale e internazionale (attraverso il programma "Per Chi Crea"), come da atto di indirizzo annuale del Ministro della Cultura (art.1, c. 335 della L. 208/2015).
A fronte di ciò, la SIAE dichiara che tuttavia non può essere pienamente soddisfatta dei livelli di compenso che il decreto oggi fissa, non ritenendolo ancora pienamente "equo".
La misura dell’equo compenso è determinata dagli accordi stipulati con gli utilizzatori e gli schemi contrattuali praticati sono i seguenti:
- lo schema a tariffa, utilizzato negli accordi con le emittenti televisive nazionali free (RAI, Mediaset, LA7, MTV): il valore del passaggio dell’opera è determinato in base a un valore a minuto – determinato annualmente in relazione a corrispondenti scaglioni di introito dell’emittente – ed articolato su tre parametri fondamentali (di rete, di fascia oraria, di categoria dell’opera), che hanno diversi coefficienti di applicazione. Il compenso per la vendita di video supporti è incassato opera per opera e viene pertanto attribuito direttamente agli aventi diritto (autori o adattatori dialogisti per le opere straniere) sulla base del piano di riparto dei proventi generale o concordato tra gli autori dei diversi contributi autorali.
- Il compenso per l’utilizzazione online di contenuti audiovisivi, infine, viene incassato in percentuale sugli introiti dell’operatore. In base all’audience del canale (elemento variabile) e al fatturato, ovvero abbonamenti e pubblicità (elemento uguale per tutti i canali perché deriva dall’importo complessivo diviso per tutti canali dell’offerta Sky).

### Per Chi Crea
"Per Chi Crea" è un programma promosso dal MiC e gestito da SIAE che destina il 10% dei compensi per "copia privata" a supporto della creatività e della promozione culturale dei giovani. "Per Chi Crea" finanzia progetti di arti visive, cinema, danza, libro e lettura, musica, teatro, curati da autori, artisti, interpreti ed esecutori fino ai 35 anni di età e residenti in Italia. Nasce nel 2019, come prosecuzione del programma "S'illumina" introdotto con la Legge di stabilità del 2016. L'edizione del 2024 ha avuto una dotazione finanziaria di 9,7 milioni di euro, sotto forma di agevolazioni a fondo perduto e distribuiti tra quattro bandi:
1. Nuove Opere. Dedicato alla creazione e promozione di opere inedite realizzate da autori e artisti under 35. Se hai un progetto originale da realizzare, questo è il bando che fa per te. I giovani autori residenti in Italia o all'estero con cittadinanza italiana possono presentare progetti che spaziano dalle arti visive alla musica, dal teatro al cinema.
2. Formazione e Promozione Culturale nelle Scuole. Rivolto principalmente alle scuole pubbliche italiane, finanzia progetti che promuovono la formazione artistica e culturale. Favoriti quei progetti che coinvolgono scuole di musica, danza, arte e scrittura, con particolare attenzione alle scuole situate in periferie urbane o aree svantaggiate.
3. Professionalizzazione degli Artisti. Sostiene progetti finalizzati alla formazione professionale dei giovani artisti, offrendo opportunità di crescita attraverso masterclass, residenze artistiche e seminari. L'obiettivo è migliorare le competenze artistiche, tecniche e manageriali dei partecipanti, ampliando così le loro possibilità di carriera.
4. Live e Promozione Nazionale e Internazionale. Supporta la realizzazione di eventi live come tour, festival, rassegne, sia a livello nazionale che internazionale. Saranno finanziate anche iniziative che prevedono la traduzione delle opere in altre lingue, per favorire la diffusione su scala globale.

### Funzioni Pubblicistiche
La SIAE svolge anche alcune funzioni, diverse dall’intermediazione dei diritti, in base a specifiche disposizioni di legge, tra le quali:
- Tiene il Registro pubblico speciale per programmi per elaboratore, detto “pubblico registro software”;
- ha tenuto dal 1938 fino al maggio 2021 il Pubblico registro delle opere cinematografiche (P.R.C.), ora in gestione a Cinecittà s.p.a., per conto del Ministero della Cultura;[102]
- gestione dei diritti di reprografia (fotocopie);
- diritto di seguito;
- equo compenso cinematografico.

### Imposta sui pubblici spettacoli
Per molto tempo la SIAE ha percepito per conto dello Stato l'imposta sui pubblici spettacoli, e il Ministero delle Finanze ne utilizzò la capillare rete territoriale per raggiungere più efficacemente parti del territorio sino ad allora sotto insufficiente controllo.

## SIAE nel mondo
L'attività di SIAE per la tutela dei propri autori ed editori si estende in Europa e nel resto del mondo attraverso oltre 280 contratti di reciproca rappresentanza con le altre società estere di gestione dei diritti in oltre 180 paesi nel mondo.
Le sinergie con le società estere sono coltivate anche attraverso organismi di rappresentanza in Europa e a livello globale di cui SIAE è parte attiva, come GESAC (Gruppo Europeo delle Società di Autori e Compositori) e CISAC (Confederazione Internazionale delle Società di Autori e Compositori).

## Bollino SIAE

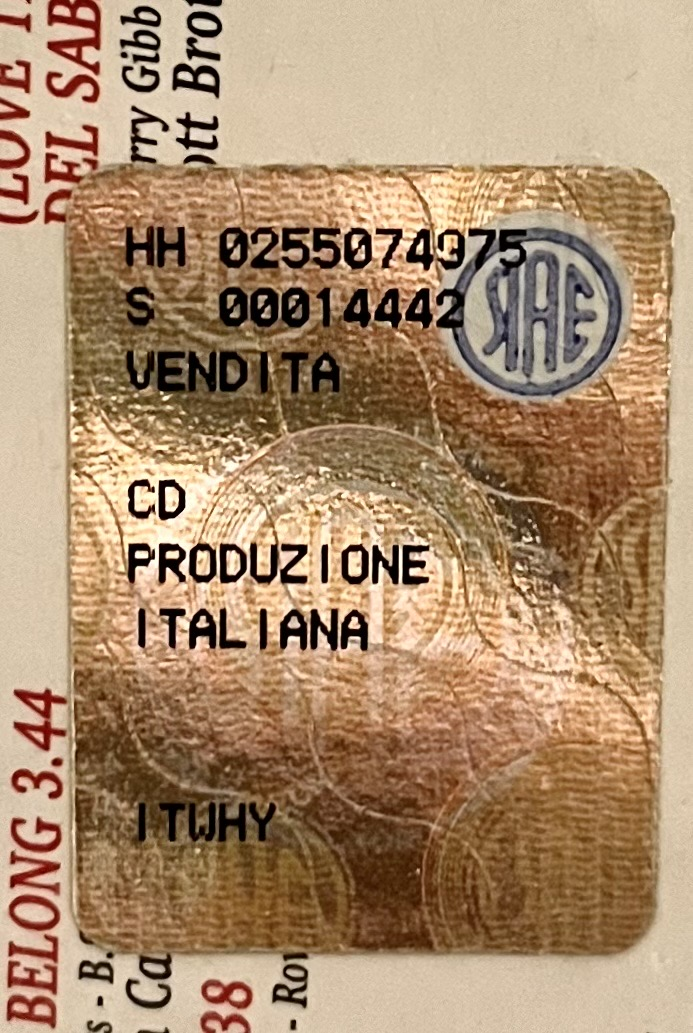
Il contrassegno SIAE, non più obbligatorio dal 15 novembre 2024

Ai sensi dell'articolo 181 bis della Legge 22 aprile 1941, n. 633, in materia di "Protezione del diritto d'autore e di altri diritti connessi al suo esercizio.", fino al 15 novembre 2024 uno speciale contrassegno, comunemente denominato bollino SIAE, doveva essere apposto obbligatoriamente su ogni supporto contenente programmi per elaboratore o multimediali, nonché su ogni supporto (CD, cassette audio e video, CD Rom, DVD, ecc.) contenente suoni, voci o immagini in movimento che reca la fissazione di opere o di parti di opere protette dalla legge sul diritto d'autore.
Per effetto di una modifica dell’art. 181 bis della L. 633/1941, attuata con la legge 14 novembre 2024, n. 166, tale precedente “obbligo” è stato trasformato in “facoltà”: oggi SIAE rilascia bollini che andranno apposti sui supporti solo su richiesta del produttore: è il cosiddetto “servizio di vidimazione”.
Dall'ambito di applicazione della Legge 22 aprile 1941 n. 633 art. 181 bis erano escluse dall'obbligo del contrassegno le categorie di supporti contenenti programmi per elaboratore:
- accessoriamente distribuiti nell'ambito della vendita di contratti di licenza d'uso multipli sulla base di accordi preventivamente conclusi con la SIAE;
- distribuiti gratuitamente con il consenso del titolare dei diritti;
- distribuiti mediante scaricamento diretto (download) e conseguente installazione sul personal computer dell'utente attraverso server o siti Internet se detti programmi non vengano registrati a scopo di profitto in supporti diversi dall'elaboratore personale dell'utente, salva la copia privata (back-up);
- distribuiti esclusivamente al fine di far funzionare o per gestire specifiche periferiche o interfacce (driver) oppure destinate all'aggiornamento del sistema o alla risoluzione di conflitti software ed hardware se derivanti da software già installato;
- destinati esclusivamente al funzionamento di apparati o sistemi di telecomunicazione quali modem o terminali, sistemi GPRS (General Pocket Radio Service) o inclusi in apparati audio/video e destinati al funzionamento degli stessi o inclusi in apparati radiomobili cellulari, se con i medesimi confezionati e distribuiti in quanto destinati esclusivamente al funzionamento degli stessi;
- inclusi in apparati di produzione industriale, di governo di sistemi di trasporto e mobilità, di impianti di movimentazione e trasporto merci o in apparati destinati al controllo oppure alla programmazione del funzionamento di elettrodomestici, se con i medesimi confezionati e distribuiti in quanto destinati esclusivamente al funzionamento degli stessi;
- inclusi in apparati di analisi biologica o chimica oppure di gestione di apparati di tipo medico, o sanitario, di misurazione ed analisi se con i medesimi prodotti e distribuiti in quanto destinati esclusivamente al funzionamento degli stessi;
- destinati esclusivamente alla funzione di ausilio o supporto per le persone disabili ai sensi della Legge 5 febbraio 1992, n. 104;
- aventi carattere di sistema operativo, applicazione o distribuzione di servizi informatici (server) destinati ad essere preinstallati su un elaboratore elettronico e distribuiti all'utente finale insieme ad esso.[106]

Il prezzo di ogni singolo contrassegno era di € 0,031 (distribuzione normale) o € 0,0181 (distribuzione gratuita o abbinata a pubblicazioni in vendita senza maggiorazione del prezzo usuale).
L'attività di vidimazione è relativa alla tutela e protezione delle opere dell'ingegno, perciò non è soggetta ad IVA.
Dal punto di vista tecnico, il bollino è difficilmente riproducibile (è un ologramma con particolari non rilevabili a occhio nudo), difficilmente rimovibile (se rimosso diventa inutilizzabile) e riporta le seguenti indicazioni:
- il titolo dell'opera;
- il nome del produttore;
- il tipo di supporto
- il tipo di commercializzazione consentita;
- la numerazione generale progressiva;
- la numerazione progressiva relativa a quell'opera.

### Giurisprudenza e normativa
A seguito della Sentenza della Corte di giustizia dell'Unione europea e di alcune Sentenze della Corte di cassazione, è stato decretato che non costituisce reato la semplice assenza del contrassegno SIAE sui supporti contenenti opere dell'ingegno come esplicitamente riportato sul sito della stessa SIAE, in cui viene anche spiegato più in dettaglio che per ciò che concerne il contrassegno, la stessa Corte (di Cassazione) ha applicato, nella sua massima estensione, il principio proposto dalla Corte di Giustizia Europea, secondo cui il bollino SIAE è qualificabile come regola tecnica. Questa regola, non essendo stata comunicata in via amministrativa dallo Stato Italiano all'Unione europea, non è rilevante penalmente nei confronti dei privati, che non appongono il contrassegno sui supporti.
Nel 2008, con una decisione del Tribunale di Cesena, non solo è stato assolto un imprenditore a cui era stata contestata la commercializzazione in Italia di Cd-Rom privi del bollino, ma addirittura un editore italiano ha ottenuto dal Tribunale di Roma un decreto ingiuntivo per 1,2 milioni di euro a carico della SIAE quale rimborso per quanto versato tra il 2004 e il 2008 per acquistare i bollini da porre sui supporti che diffondeva in allegato alle proprie riviste cartacee.
Successivamente, il Decreto del Presidente del Consiglio dei ministri della Repubblica Italiana 23 febbraio 2009, n. 31, in materia di "Regolamento di disciplina del contrassegno da apporre sui supporti, ai sensi dell'articolo 181-bis della legge 22 aprile 1941, n. 633." ha riportato in vigore il bollino SIAE. Tale decreto presenta molti punti controversi, infatti l'entrata in vigore del DPCM innescherebbe una serie di problematiche di ordine strettamente pratico, che potrebbero costringere all'illegalità una serie di attori del mercato. Ci sono aziende che, sulla base del pronunciamento europeo e sulla base della sentenza con cui la Cassazione nella primavera del 2008 ha stabilito la non opponibilità della vidimazione, hanno richiesto e ottenuto dalla SIAE di operare senza apporre ai supporti il contrassegno. IL DPCM ha efficacia retroattiva e non prevede alcun periodo di transizione che consenta a questi attori di adeguarsi al nuovo quadro normativo. Questi soggetti dovrebbero fare richiesta alla SIAE per ottenere i contrassegni, dovrebbero attendere una manciata di giorni (tra i 10 e i 40) per ottenerli, dovrebbero provvedere ad apporli. Nel frattempo si troverebbero a violare la legge.
Nel 2013 le norme italiane relative alla bollinatura sono state opinate dalla Corte di Giustizia riguardo al profilo di compatibilità con la normativa comunitaria

## L’Annuario Statistico dello Spettacolo
Dal 1936, l’Annuario Statistico dello Spettacolo di SIAE, attraverso le sue analisi, offre una visione completa sull’attività dello spettacolo e dell’intrattenimento in Italia. Con le sue informazioni di dettaglio su concerti, cinema, teatro lirica, commedie musicali, ballo, mostre, sport e attrazioni dello spettacolo viaggiante – è l’appuntamento annuale per comprendere e interpretare attraverso i dati lo stato dell’industria creativa e culturale del Paese.
L'ultima edizione, pubblicata nel luglio 2024, è il Rapporto SIAE 2023.

## SIAE e l'Intelligenza Artificiale
Il 5 dicembre 2024 SIAE ha presentato la prima indagine sulla percezione dell'Intelligenza Artificiale da parte dei creativi italiani, condotta insieme a Civita e SWG. Solo il 18% del campione di oltre 4700 autori crede che la IA avrà un’influenza positiva nel mondo della musica, il 27% la promuove nel mondo del cinema ma solo il 15% nei libri e il 12% nelle opere teatrali mentre paura e tristezza sono le prime emozioni associate all’AI. Malgrado ciò, circa la metà degli intervistati si dichiara disponibile a permettere l’utilizzo delle proprie opere per l’addestramento delle AI, purché a fronte di adeguato compenso.
Sempre nel 2024 SIAE ha lanciato sul proprio sito ufficiale l'assistente virtuale dal nome "Eva": una chatbot basata sull’Intelligenza Artificiale (AI) per orientare gli utenti nel mondo SIAE, fornire assistenza di primo livello 24 ore su 24, 7 giorni su 7, e rispondere in tempo reale a dubbi o domande sui servizi della Società per autori, editori e utenti utilizzatori. Eva su SIAE.IT è in fase sperimentale ed in continua evoluzione.
Il 23 aprile 2025, in occasione del suo 143º anniversario dalla fondazione, SIAE lancia la campagna social #CopyOrRight per la tutela delle opere creative nell'era dell'intelligenza artificiale.

## SIAE Music Awards
Nel 2023 SIAE annuncia la prima edizione dei SIAE Music Award, manifestazione volta a celebrare autori ed editori italiani per i brani di maggior successo dell'anno nel corso della Milano Music Week, prendendo in riferimento gli ASCAP Award, Ivor Novello Awards, Grands Prix Sacem. Nel corso della premiazione vengono assegnati anche due premi per i concerti. Le candidature si basano sulle rilevazioni dei consumi di musica certificati da SIAE e delle royalties distribuite e pagate nel corso dell'anno.
La prima edizione (2023) è stata condotta da Alessandro Cattelan, la seconda edizione (2024) da Amadeus.

### Categorie
- Canzone Club
- Canzone locali da ballo con musica live
- Canzone locali con musica
- Canzone locali con musica live
- Canzone Radio
- Canzone Italiana all’Estero
- Canzone Online
- Colonna Sonora Cinema
- Colonna Sonora TV
- Autore Video Streaming
- Autore Audio Streaming
- Premio Live Recital (venue con più di 5.000 posti)
- Premio Live Concert (venue con meno di 5.000 posti)

### Edizioni
- SIAE Music Awards 2023
- SIAE Music Awards 2024

## Italia Music Export
Italia Music Export è il primo ufficio italiano dedicato alla promozione della musica italiana all'estero, fondato dalla SIAE nel novembre 2017. Il suo obiettivo principale è aumentare le entrate derivanti dall'export musicale e supportare gli autori, gli editori e le aziende italiane del settore nel processo di internazionalizzazione.
Come servizio e centro di risorse per gli esportatori di musica italiana, Italia Music Export sviluppa strumenti promozionali e partnership internazionali per musicisti e aziende del settore. Tra le sue attività principali figurano:
- Promozione della musica italiana attraverso il sito web, newsletter, playlist, database e attività di pubbliche relazioni.
- Fornire informazioni su artisti e aziende italiani a aziende straniere.
- Facilitazione del networking tra professionisti italiani e internazionali del settore musicale.
- Rappresentanza della musica italiana in fiere internazionali, conferenze e festival.
- Organizzazione di seminari e workshop gratuiti per professionisti italiani, al fine di fornire conoscenze sull'export musicale a tutti i livelli.
- Supporto economico per viaggi legati ad attività di export.[127]

In collaborazione con la SIAE, Italia Music Export ha presentato nel 2022 il primo report sull'industria musicale italiana all'estero, evidenziando le attività di sostegno all'export musicale presenti nel paese.

## SIAE a Sanremo
SIAE è presente in maniera continuativa a Sanremo nei giorni del Festival dal 2018, con una struttura che nasce a pochi passi dal Teatro Ariston.
Fino al 2022 (eccettuato il 2021, anno in cui per le restrizioni legate al Coronavirus non è stata costruita) CasaSIAE è stata collocata in Piazza Colombo; dall’edizione 2023 è in Piazza Borea d’Olmo, che nei giorni del Festival viene ribattezzata Piazza della Musica.
CasaSIAE si è consolidata nel tempo come luogo d’incontro per autori, editori, produttori, discografici e giornalisti; ospita i protagonisti della kermesse ma anche esibizioni di giovani talenti, interviste, approfondimenti e incontri proponendosi come spazio di confronto e dibattito per tutti i soggetti, privati e istituzionali, coinvolti nell’industria musicale italiana.
Nasce con il patrocinio di RAI e Rai Radio2 è media partner dell'iniziativa.

### Stati Generali della Musica Italiana
Nell'ambito delle iniziative di CasaSIAE, dal 2022 le principali realtà della filiera musicale italiana si incontrano negli Stati Generali della Musica Italiana per evidenziare peculiarità, opportunità e criticità del comparto produttivo, confrontandosi con i referenti istituzionali per trovare soluzioni condivise. Nell'edizione del 2025 hanno partecipato, oltre SIAE, Federazione Editori Musicali, Federazione Industria Musicale Italiana, Nuovo Imaie, Assomusica, Produttori Musicali Indipendenti, Assomusica, Assoconcerti, Associazione Fonografici Italiani, Emusa, ACEP, Disma Musica insieme al Sottosegretario di Stato alla Cultura, Gianmarco Mazzi.

## Promozione culturale
SIAE è partner di molte iniziative culturali e sostiene l’industria creativa italiana partecipando al sostegno e alla promozione culturale di appuntamenti di rilievo legati al mondo della musica, del cinema, del teatro, dell'editoria.
Tra questi la Milano Music Week, la Festa del Cinema di Roma, il Concerto del Primo Maggio, le Giornate degli Autori, Più libri più liberi, il Premio Tenco, Jazz all'Aquila.

### Milano Music Week
La Milano Music Week è un evento annuale dedicato all'industria musicale, nato nel 2017 grazie alla collaborazione tra il Comune di Milano, Assomusica, Assoconcerti, FIMI, Nuovo Imaie e la Società Italiana degli Autori ed Editori (SIAE). La manifestazione trasforma Milano in un palcoscenico che accoglie centinaia di artisti, coinvolgendo tutti i protagonisti del panorama musicale del territorio con eventi come concerti, workshop, presentazioni di dischi e libri, film, incontri con gli artisti e DJ set.
La SIAE svolge un ruolo fondamentale nella Milano Music Week, organizzando diversi panel sul music business che offrono momenti di formazione e confronto per autori, editori e professionisti del settore. Inoltre, durante la settimana, si tengono i SIAE Music Awards, premi che celebrano gli autori e gli editori italiani di maggior successo nel Paese e all'estero.

## Altre attività
In base all'articolo 181 del 1941, la società può esercitare altri compiti connessi alle opere d'ingegno e assumere per conto dello Stato o di enti pubblici o privati servizi di accertamento e di percezione di tasse, contributi e diritti.
La SIAE, di intesa con il Ministero per i beni e le attività culturali, promuove studi e iniziative volti ad incentivare la creatività di giovani autori italiani e ad agevolare la fruizione pubblica a fini didattici ed educativi delle opere dell'ingegno diffuse attraverso reti telematiche.
La SIAE:
- Provvede, in base a convenzioni stipulate con la pubblica amministrazione, alla riscossione dei diritti erariali sugli spettacoli, sui trattenimenti pubblici, sulle scommesse e sui concorsi pronostici.[135] L'Agenzia delle entrate versa circa 30 milioni di euro l'anno nelle casse SIAE a causa di questo.[136]
- Diritto demaniale per talune forme di utilizzazione delle opere adatte al pubblico spettacolo o musicali e per la pubblicazione di opere letterarie, quando siano cedute a pubblico dominio, speciale compenso degli autori per il caso di apparecchi radioricevente, percentuale dovuta agli autori dopo la loro morte per gli aventi diritto sull'aumento di valore delle opere di arti figurative.[137] Ricade in questa categoria la tassa sui biglietti per accedere agli eventi sportivi dilettantistici (es. per vedere la squadra di calcio del proprio paese).
- Contrassegna gli esemplari delle opere a stampa, salvo che l'autore preferisca contrassegnarle personalmente con la propria firma.
- Contrassegna musicassette, videocassette, o altri supporti utilizzati per la distribuzione.
- Riscuote e ripartisce i diritti dovuti da chi produce o importa nastri o supporti analoghi di registrazione audio e video.
- Amministra con poteri di rappresentanza la comunione ereditaria imposta relativamente ai diritti di utilizzazione delle opere d'ingegno.
- Su richiesta degli interessati segue la registrazione delle opere presso il Copyright Office di Washington.[138]

## Aspetti economici e finanziari
Come la generalità degli Enti di collecting, anche la SIAE ha le sue attività finanziarie caratterizzate dall'assenza di scopo di lucro e dalla c.d. inversione del ciclo produttivo (per la quale i ricavi precedono i costi), due elementi con importanti effetti sul bilancio e sulle sue modalità di redazione; nel 2000 la Guida UNESCO per le società di collecting descriveva un generico bilancio per questo genere di enti nel quale sottolineava la differenza rispetto ai bilanci delle società commerciali, evidenziando ad esempio come nel passivo i debiti siano "principalmente i diritti da ripartire". Secondo il rendiconto di gestione SIAE relativo al 2023, in quell'esercizio le somme destinate alla ripartizione hanno rappresentato il 63,2% dei debiti complessivi e il 57,3% del totale delle passività.
Non essendovi scopo di lucro, il bilancio delle collecting non svolge la funzione di individuare il risultato distribuibile agli azionisti, come nelle società commerciali. A proposito dell'inversione del ciclo produttivo, e parlando propriamente, più che di ricavi e costi, di entrate e uscite, nel bilancio SIAE le prime sono costituite dalla raccolta del diritto d'autore e le seconde dalla ripartizione agli aventi diritto; poiché la raccolta precede necessariamente la ripartizione, in ciò si esplica la detta inversione, che si concretizza in una fisiologica cospicua liquidità suscettibile di produrre proventi finanziari mediante impiego delle somme in attesa di ripartizione.

### Proventi
Viene di seguito riportato un elenco, non esaustivo, delle fonti di sostegno economico degli autori, derivanti dalle attività demandate per legge alla Società:
1) Compensi provenienti da esecuzioni, rappresentazioni e recitazioni di un'opera;
2) Compensi per la radiodiffusione e diffusione in locali pubblici di opere protette;
3) Proventi legati ai diritti di equo compenso su opere cinematografiche, audiovisive, sequenze di immagini in movimento comprendenti noleggio, prestito, comunicazione al pubblico via etere o satellite, usi di opere tradotte, uso in cinematografia di musica e parole, uso in cinematografia di soggetto e sceneggiatura;
4) Compensi per copia privata, sia per riproduzione privata su supporto cartaceo, sia per la riproduzione privata di fonogrammi e videogrammi;
5) Compensi legati alle attività di reprografia (fotocopie);
6) Compensi derivanti dal cd. “diritto di seguito” nelle vendite di opere d’arte;
7) Proventi legati ai diritti di compenso su fotografie tra cui diffusione di foto del committente/proprietario degli oggetti fotografati, riproduzione di foto pubblicate in giornali o periodici concernenti persone o fatti di attualità, pubblicazione di foto con ritratto;
8) Compensi per la riproduzione di brani in antologie;
9) Proventi derivati dalla messa in opera di un progetto ingegneristico a scopo di lucro;
10) Compensi derivati dalle emissioni radiotelevisive per l'uso in ospedali pubblici e istituti di prevenzione e pena.

### Risultato finanziario
I risultati finanziari della SIAE, dopo i tempi difficili causati dalla pandemia e dalla conseguente crisi dei settori creativi e dell'intrattenimento, stanno vivendo un trend positivo, raggiungendo risultati record nel 2023 (883 milioni di euro).

## Critiche e controversie sulla gestione
I risultati finanziari della SIAE sono stati oggetto di discussione. La SIAE è, secondo Sergio Rizzo e altri, in profondo dissesto a causa dell'elevato costo del personale, del fondo pensioni e del suo patrimonio immobiliare; alcune testate musicali preferiscono sottolineare invece il risultato finanziario positivo.

### Squilibri di ripartizione e di diritto
Secondo Giorgio Assumma, presidente SIAE dal 2005 al 2010, nel 2009 circa il 50-60% degli artisti iscritti alla SIAE alla fine dell'anno percepiva in ripartizione dei diritti meno di quanto versava all'ente per la quota di iscrizione.

### Interventi dell'Autorità garante della concorrenza
L'Autorità garante della concorrenza e del mercato è intervenuta nel 1995 (Provvedimento del 28 luglio) per iniziativa della FIPE/SILB che riteneva non giustificate le tariffe SIAE. L’Autorità Garante della Concorrenza e del Mercato ha ritenuto la tariffa SIAE conforme al valore dei servizi forniti e non ha dato alcuna sanzione a SIAE.

### Superamento del monopolio
I radicali propongono da sempre l'abolizione del monopolio SIAE e in merito hanno presentato numerose proposte di legge.
Il monopolio della SIAE è stato superato con il D.L. n. 148 del 16/10/2017 convertito con modificazioni dalla L. 04/12/2017 n. 172.
Oggi tutti gli Organismi di Gestione Collettiva e le Entità di Gestione Indipendente sono iscritte all’elenco tenuto da AGCOM che è l’autorità indicata dal legislatore per il controllo del mercato.

### Alternative alla SIAE
A fine aprile 2016 il cantante Fedez ha deciso di abbandonare la SIAE e di affidare la gestione dei suoi diritti d'autore a Soundreef. Secondo il cantante la Soundreef offriva maggiore trasparenza rispetto alla SIAE e questo cambiamento avrebbe potuto portare a un ripensamento legislativo riguardo al monopolio. Tale passo ha segnato comunque una liberalizzazione di fatto della gestione del diritto d'autore. Lo stesso Fedez è poi tornato ad essere socio SIAE nel 2023.

### Scandali legati alla SIAE
Nel giugno 2018 si è scoperto che la SIAE avrebbe investito 400000 € per assoldare una società privata di investigazioni, la Ifi Advisory, in collaborazione con l'agenzia israeliana Black Cube, a cui avrebbe chiesto di trovare ogni informazione possibile su presunti lati oscuri di Soundreef. «Gli investigatori di Tel Aviv, da luglio a novembre 2017, hanno analizzato al lumicino le società italiane e inglesi di Soundreef, e soprattutto hanno incontrato sotto mentite spoglie (registrandoli) gli amministratori della piccola e battagliera spa (in primis il fondatore Davide D'Atri), oltre a ex dirigenti e associati famosi, come il cantante Fabio Rovazzi» scrive L'Espresso in un articolo pubblicato il 22 giugno. Alle accuse, il capo della SIAE Gaetano Blandini ha risposto che la società rivale proporrebbe un minimo garantito solo a pochi e vincolerebbe gli artisti per più anni, tutte cose vietate dalla direttiva 29 della Comunità Europea. Il fondatore di Soundreef, Davide D'Atri si dice tranquillo riguardo alle accuse.

### Episodi riguardanti eventi non lucrativi
La SIAE può esigere il compenso anche per eventi di natura non lucrativa. Vi sono stati vari casi emblematici che hanno sollevato molte critiche, fra cui:
- Richiesta di pagamento ad un'associazione che aveva improvvisato una piccola festa con dei bambini di Černobyl' che avevano cantato una canzone popolare bielorussa per ringraziare le famiglie del Progetto accoglienza di Chernobyl che li avevano ospitati in Italia.[161]
- Richiesta di pagamento al Circolo Pensionati ed Anziani di Predazzo per aver cantato alcune canzoni della tradizione locale durante la tradizionale festa degli ultranovantenni del paese.[162]
- Richiesta di pagamento all'associazione Tu con noi di Monza per la musica utilizzata durante la festa di Capodanno organizzata per dei ragazzi disabili.[163][164]
- Richieste di pagamento per il noleggio dello spartito dell'inno nazionale della Repubblica Italiana.[165][166]
- Richiesta di pagamento forfettario per l'attività di fotocopiatura nelle biblioteche universitarie.[167][168]
- La pretesa della SIAE di richiedere compensi per diritto d'autore anche per le attività didattiche è stata oggetto di un'interrogazione[169] al Governo da parte del senatore Mauro Bulgarelli, che ha anche proposto di valutare l'opportunità di estendere anche in Italia il concetto del fair use.